# Bohartia munda
Bohartia munda là một loài ruồi trong họ Asilidae. Bohartia munda được Adisoemarto & Wood miêu tả năm 1975. Loài này phân bố ở vùng Tân Bắc giới.